# Château de la Clauze
L'ancien château fort de la Clauze est un ancien château fort situé à Grèzes dans le département de la Haute-Loire, en région Auvergne-Rhône-Alpes.

## Historique
Datant du XIVe siècle et de plan octogonal, il représente les traits caractéristiques de l'architecture militaire dans le Gévaudan. Un pillage eut lieu en 1575.  
De la structure primitive comprenant un chemin de ronde, il ne reste que les corbeaux de mâchicoulis.

## Protection
Le château est inscrit au titre des monuments historiques par arrêté du 3 décembre 1937. Le donjon est classé au titre des monuments historiques par arrêté du 6 mai 1974.